# Rött oxbär
Rött oxbär (Cotoneaster integerrimus) är en växtart i familjen rosväxter. 